# Carcanières
Carcanières ist eine französische Gemeinde mit 71 Einwohnern (Stand 1. Januar 2022) im Département Ariège in der Region Okzitanien. Sie gehört zum Arrondissement Foix und zum Kanton Haute-Ariège.

## Geografie
Die Gemeinde Carcanières liegt in den Pyrenäen an der oberen Aude; das Dorf Carcanières oberhalb des linken Flussufers, der Ortsteil Bains de Carcanières am rechten Flussufer. Nachbargemeinden sind Le Puch im Nordwesten, Escouloubre im Nordosten und Quérigut im Süden.

## Geschichte
Die Benediktiner der Abtei Gaussan wechselten 2008 in das abgeschiedenere Carcanières und gründeten dort das Kloster Notre-Dame de Donezan neu. Die Gebäude sind im Aufbau.

### Bevölkerungsentwicklung
| Jahr                       | 1962 | 1968 | 1975 | 1982 | 1990 | 1999 | 2008 | 2018 |
| -------------------------- | ---- | ---- | ---- | ---- | ---- | ---- | ---- | ---- |
| Einwohner                  | 74   | 60   | 45   | 41   | 48   | 46   | 53   | 75   |
| Quellen: Cassini und INSEE |      |      |      |      |      |      |      |      |

|  |  |